# マラウイ海軍艦艇一覧
マラウイ海軍艦艇一覧は、マラウイ共和国海軍が過去保有した、または現在保有する、または将来保有する予定の、未完成・計画中止を含めた歴代艦艇一覧である。
凡例

## 現有勢力（2024年現在）
- 国防予算：7,460万ドル[1]
- 海軍人員：220名[1]
- 艦船隻数：2隻（排水量20t以上）[1]

哨戒艇×2

## 艦艇一覧（近代海軍以前）

### 砲艦
- Dove - ??年、??門

## 艦艇一覧（近代海軍）

### 哨戒艦艇

#### 哨戒・警備艦艇
砲艦
- Adventure級 - 2隻 ※ 河用砲艦

Adventure、Pioneer
- Gwendolen - 1隻